# Братцево
Бра́тцево — исторический район в Москве на территории районов Южное Тушино и Северное Тушино, ранее — загородная усадьба, до 1980 года также село на северо-западе Москвы.

## Местоположение
Лежит на холмистой и овражистой местности, у слияния речки Братовка с рекой Сходня (в древности Всходня). Рядом с усадьбой и снесенной ныне деревней Петрово, в излучине Сходни находится памятник природы, так называемый «Сходненский ковш» (иначе «сходненская чаша») — гигантская впадина неясного происхождения, глубиной 40 м. В противоположном направлении, то есть на северо-восток и восток, вплоть до XX века тянулся лесной массив, который отделял Братцево от деревень Алёшкино и Захарково. В лесу (берёза, осина) водились зайцы и лисицы, набегом бывали волки. К югу от Братцево, между Сходней и Москвой-рекой, располагалось большое село Спасское, или Спас (район платформы Трикотажная), возникшее вокруг существовавшего в XIV—XVII веках Спасо-Преображенского монастыря.
В настоящее время усадьба находится по Светлогорскому проезду, а место, где стояло село (ныне там Тушинская детская городская больница) — по улице Героев-Панфиловцев; между ними лежит улица Саломеи Нерис, ведущая к мосту через Сходню.

## Предыстория
Долина Сходни непосредственно к югу от Братцево была довольно плотно заселена с древнейших времен, о чём свидетельствуют угро-финские городища раннего железного века (дьяковская культура, рубеж н. э.): Тушинское у Сходненской чаши и два Спас-Тушинских за Спасом. Впоследствии на место дьяковцев пришли славяне, оставившие неподалёку от Братцево, в частности, курганные могильники XI—XIII веков. Будущее Братцево представляло собой непосредственные окрестности этих дьяковских, а затем славянских поселений.

## Ранняя история
Братцево возникло на землях, входивших в административный округ «Горетов стан» (в XIV веке — «Горетова волость», с центром на реке Горетовка) и с 1332 года принадлежавших потомкам боярина Родиона Несторовича, который спас Ивана Калиту в битве под Переяславлем, а затем, будучи назначен наместником московской половины Волока Ламского (Волоколамска), присоединил также и новгородскую половину города. За что получил от Ивана Калиты село Коробово (Тушино) с окрестностями. Сын последнего Ивана Родионович Квашня, участник Куликовской битвы, дал своё имя роду Квашниных, владевшему этими землями до конца XVI века.
Братцево впервые упоминается в духовной грамоте Данилы Григорьевича Квашнина-Фомина (1565 год), завещавшего его жене Анне Фоминой, с тем чтобы по её смерти село было передано Троице-Сергиевому монастырю, а холопы отпущены на волю. По пострижении последней в 1569 году село перешло монастырю, но в 1572 году было выкуплено у него постельничим (впоследствии опричным боярином) Дмитрием Ивановичем Годуновым, дядей Бориса Годунова, чей двор находился в Путилкове (на противоположном берегу Братовки). При Лжедмитрии I Д. И. Годунов был казнен, а село отписано в дворцовое ведомство. Во время Смутного времени село окончательно запустело, и в 1618 году как «Горетова пустошь» было пожаловано дьяку Александру Иванову. В 1623 году передано астраханскому воеводе А. И. Зубову. В это время, по-видимому, была перестроена трёхколёсная мельница на Сходне, упомянутая ещё в духовной Д. Г. Квашнина-Фомина.

## Село Братцево при Хитрово и Нарышкиных

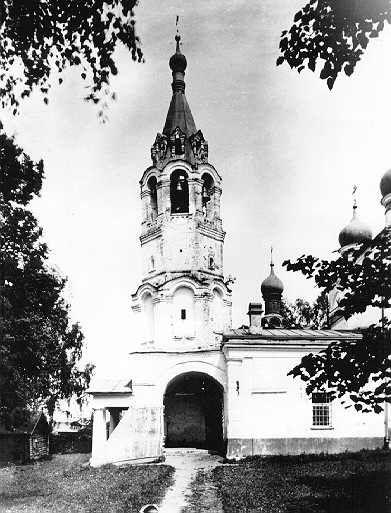
Колокольня церкви Покрова (не сохранилась). Фото 1911 года

С 1657 года владельцем Братцево был дворецкий и оружейничий царя Алексея Михайловича, боярин Богдан Хитрово, известный как основатель Симбирска. При нём были поставлены двор боярский с хозяйственными пристройками, дворы крепостных крестьян и две мельницы на реке Сходне. Им же построена сохранившаяся каменная церковь Покрова Пресвятой Богородицы с приделом Алексия, человека Божия, очевидно, в честь небесного покровителя царя (1672). Потир, дискос и вкладная книга боярина Хитрово из этой церкви с 1924 года хранятся в Оружейной палате. Вход в церковь был через шатровую колокольню, на которой были устроены «боевые часы с указным кругом»; церковь была украшена изразцовым полихромным фризом и керамическими фигурами херувимов в кокошниках здания. Изнутри она была отделана лучшими мастерами Оружейной палаты, во главе которой стоял тогда Хитрово. Согласно описи 1678 года, в Братцево числились: «Церковь каменная, двор попа, дьячок, пономаря два; двор боярский и около двора задворных деловых, крепостных людей русских и иноземцев 37 человек, при мельницах 13 человек и 3 человека русских и иноземцев». Боярский двор стоял не на месте нынешней усадьбы, а в полукилометре от неё, рядом с церковью и деревней (то есть у нынешней детской больницы); на холме же, где расположена современная усадьба, вплоть до начала XIX века рос лес, спускавшийся к самой реке Сходне.
По смерти Хитрово в 1680 году — Братцево отошло его вдове Марии, при которой там числилось «24 двора крестьянских и бобыльских, людей в них 49 человек». Со смертью последней в 1693 году причислено к Дворцовому приказу, в 1695 году передано Кириллу Нарышкину (родственнику Петра I по матери, впоследствии московскому губернатору). В 1704 году в Братцево, кроме «двора вотчинникова», состояли «двор конюшенный, в нём 7 человек, задворных 5 дворов, в них 22 человека». Однако через несколько лет конюшенный двор запустел, а задворных осталось только девять человек, так как 15 из них за это время были взяты в солдаты. Сын Кирилла Нарышкина, генерал-аншеф Семен Нарышкин в 1754 году продал Братцево своим сёстрам Авдотье и Наталье, у которых в 1780 году имение выкупил их племянник по матери граф Александр Строганов, известный как один из самых богатых и расточительных вельмож екатерининской эпохи.

## Село в конце XVIII — первой половине XIX века
Граф А. С. Строганов купил его для своей жены Екатерины Петровны (урожд. Трубецкой), у которой как раз в это время завязался роман с отставным фаворитом Екатерины II, генерал-адъютантом Иваном Николаевичем Римским-Корсаковым; роман завершился скандальным разводом Строгановых, причём Екатерина Петровна получила в собственность Братцево, где жила со своим гражданским мужем до смерти в 1815 году. В последние годы она была частично парализована («лишилась движения ног»), что однако никак не повлияло на её по-прежнему блестящие умственные способности. В Братцево провёл несколько лет и её сын П. А. Строганов, отозванный Екатериной из Парижа и сосланный в деревню за свои якобинские увлечения.
Существующую ныне палладианскую усадьбу обычно связывают с именем Строганова, хотя последний, в реальности, владел Братцевым очень короткое время задолго до постройки усадьбы (и вообще купил её едва ли не специально как «отступное» жене). В «Экономических примечаниях» 1800 года в Братцево отмечен лишь «дом господский деревянный». Как считается теперь, усадьбу построил Римский-Корсаков сразу после Отечественной войны, в 1813—1815 годах. Архитектором предположительно был А. Н. Воронихин. В частности, отмечают, что главный круглый зал дома, с колоннами и маленькой лестницей на хоры, напоминает Минеральный кабинет Строгановского дворца в Петербурге, построенного при участии Воронихина. До настоящего времени сохранились двухэтажный главный дом (крестообразный, с портиком и увенчанный бельведером с куполом — по образцу виллы Ротонда Палладио); 10-колонная беседка-ротонда «Миловид» («храм Екатерины II»), флигель и парк английского (пейзажного) типа. Сохранившиеся ампирные росписи сделаны несколько позже, в 1830—1840-х годах.

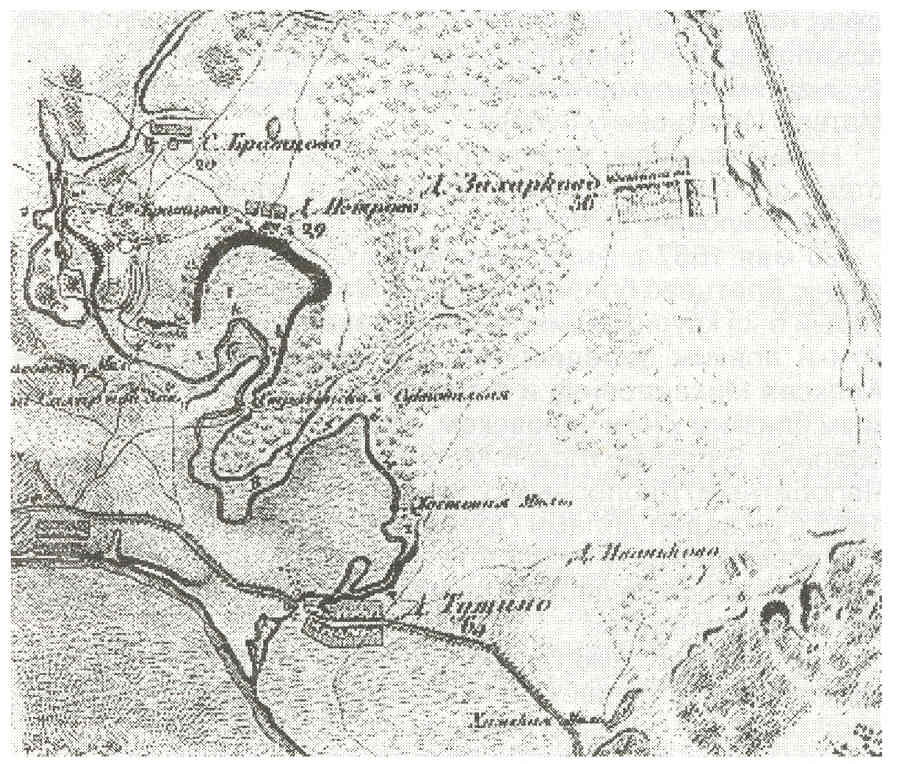
Братцево и окрестности на топографической карте Москвы 1818 года. Впервые показаны раздельно село Братцево и сельцо (усадьба) Братцево

Римский-Корсаков умер в 1831 году, незадолго до смерти (1828) передав Братцево по дарственной записи своему внебрачному сыну (от Строгановой) полковнику Василию Николаевичу Ладомирскому. Последний в 1833 году перестроил церковь, в которой и был похоронен (могила сохранилась). По смерти Ладомирского в 1847 году, его вдова Софья Федоровна (урождённая княжна Гагарина, дочь первой русской воздухоплавательницы П. Ю. Гагариной-Кологривовой) передала Братцево своему отчиму Петру Александровичу Кологривову. В 1852 году Братцево вернулось к ней, а по смерти (1858) досталось её сыну, поручику Петру Васильевичу Ладомирскому, который в свою очередь уступил Братцево с 96 ревизскими душами своей сестре графине Софье Васильевне Апраксиной. В это время (1852) в Братцево числилось 25 крестьянских дворов и 168 жителей.
Летом 1866 года в селе жил И. И. Шишкин. На основе этюдов, написанных в Братцево, он в 1869 году закончил картину «Полдень. Окрестности Москвы», которая принесла ему известность и была приобретена П. М. Третьяковым.

## Село в конце XIX — начале XX века

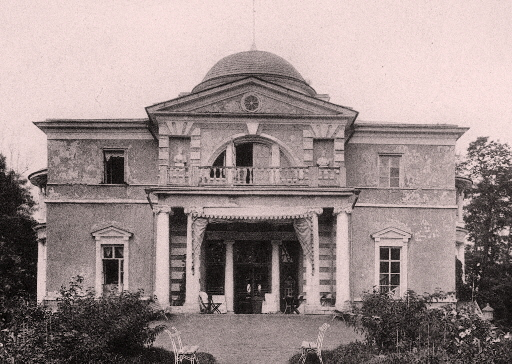
Главный дом усадьбы Братцево в начале XX века.

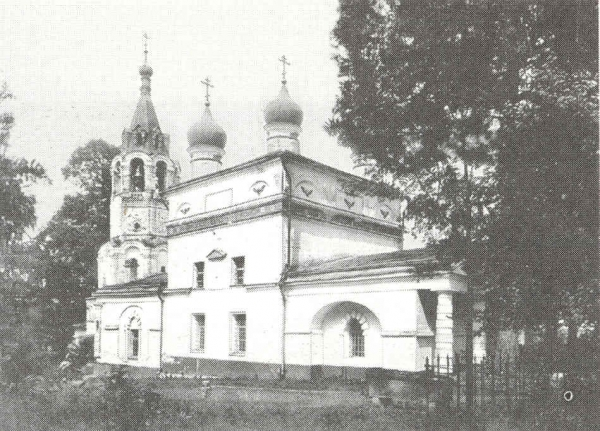
Церковь в Братцево в начале XX века.

Последним владельцем Братцево был директор Исторического музея, егермейстер двора князь Николай Сергеевич Щербатов. При нём была построена водонапорная артезианская башня (1898), сохранившаяся до сих пор, каретно-ремонтные сараи (ныне гаражи), устроено телефонное сообщение с Москвой, открыта начальная церковно-приходская школа (1888). В 1891 году была заново расписана церковь в стиле XVI века палехскими иконописцами Иваном и Дмитрием Париловыми. Окрестности Братцево были застроены дачами, которые Щербатов выгодно сдавал. В селе в это время (по переписи 1898 года) насчитывалось 49 дворов и 209 жителей; при этом 6 семей оставили село и числились отсутствующими, в 15 дворах не было ни коров, ни лошадей, 6 семей не обрабатывали свою землю, 11 нанимали для её обработки соседей, имеющих лошадей и инвентарь. Во всех домах женщины вязали на продажу изделия из шерсти, мужчины занимались столярным промыслом и уходили в город на заработки.
В 1879 году на противоположном селу берегу Сходни, на месте мельницы была построена суконная фабрика Ивана Никандровича Сувирова, жившего тут же (фабрика была перенесена из Иванькова; с 1915 года принадлежала полковнику Димитрию Деомидовичу Хутареву). На фабрику не принимались местные крестьяне, так как фабрикант стремился, чтобы рабочие находились от него в абсолютной зависимости. На этой фабрике в 1885 году произошла одна из первых в России рабочих забастовок; в 1905 году забастовщики ежедневно устраивали митинги перед домом Сувирова.
В 1908 году название «Братцево» было дано станции Окружной железной дороги, которая, однако, находится далеко от села.

## Братцево в советское время
В 1917 году население Братцево и соседних сёл было настроено достаточно радикально: так, в августе на выборах в Московское уездное земство в Путилкове за большевиков было подано 95 голосов, за блок меньшевиков и эсеров — 37. Сразу же после Февральской революции между Хутаревым и рабочими его фабрики возник ожесточённый конфликт. Хутарев пытался объявить локаут, но фабричный комитет взял управление фабрикой в свои руки; отказ Хутарева выплатить зарплату привёл к тому, что рабочие заперли его в сарае и отпустили, лишь когда его жена привезла из Москвы деньги. Новый конфликт возник в ноябре 1917 года, когда Хуторев отказался пустить на фабрику вернувшихся после Октябрьских боёв в Москве местных рабочих-красногвардейцев; в результате он был снова арестован, но бежал и более не появлялся, а фабрика перешла под управление рабочих. Щербатов сразу же после Октябрьской революции добровольно передал усадьбу государству, но при этом активно добивался её охраны как памятника истории и культуры. 

Братцево и окрестности на карте 1931 г.

Поначалу в усадьбе были устроены ясли и школа первой ступени, но в 1919 году организован музей, действовавший до 1922 года. После его ликвидации, часть предметов из Братцево была передана в Ново-Иерусалимский музей, где погибла во время войны; усадьба же была отдана под дом отдыха Реввоенсовета, а на базе помещичьего хозяйства — создан совхоз Реввоенсовета. В 1924 году, совхоз был передан Всесоюзному институту прикладной ботаники и новых культур, и на базе совхоза была создана Братцевская опытная станция новых культур (с 1925 года). При этом усадьба пришла в упадок, церковь лишилась колокольни (снесена в 1928 году) и вскоре была закрыта; в ней устроена фабрика по производству красителей, затем склад (богослужения в церкви возобновились в 1993 году). В середине 1930-х годов на усадьбу, оказавшуюся рядом с Аэродромом полярной авиации в Захарково, обратил внимание Отто Юльевич Шмидт. По инициативе последнего, она была передана под дом отдыха Главсевморпути; при этом, в 1936 году к старому дому пристроили одноэтажные крылья с флигелями, перед домом возвели фонтан (в 2012 году он был заменен новоделом), а рядом возвели процедурный корпус (архитектор А. Б. Варшавер). Ели перед дворцом были посажены одновременно с кремлёвскими. Впоследствии в усадьбе располагался Дом отдыха работников сцены (ныне Дом отдыха Союза театральных деятелей). На противоположном берегу Сходни образовался рабочий посёлок Ново-Братцево (при фабрике, в 1927 году получившей название «Победа труда»). В послевоенные годы в Братцево работали немецкие военнопленные; сохранились два построенных ими двухэтажных дома.

## Братцево в черте Москвы
С постройкой МКАД в 1960 году Братцево находится в черте Москвы. В 1969 году проведена трамвайная линия и устроено трамвайное кольцо, маршруты 6 и 6к. В 1980 году снесена деревня, и на её месте построена Тушинская детская больница. В 1985 году в черту Москвы вошло и Ново-Братцево, административно отнесенное к району Митино. В 1995 году название «Братцево» вновь получило отражение в городской топонимике: проезд позади детской больницы, ведущий к церкви (бывшая сельская улица), был официально назван Братцевской улицей. В 2008 году на этой улице построен коттеджный комплекс «Братцево». Тогда же началось строительство второй очереди малоэтажной застройки, по левой стороне Братцевской улицы.
2 июня 2000 года в Братцево разбился на вертолёте известный офтальмолог С. Н. Фёдоров. Близ места его гибели (ул. Саломеи Нерис, 14) поставлена часовня и памятный знак (на углу ул. Саломеи Нерис и Братцевской ул.).
В настоящий момент в усадьбе проводятся реставрационные работы и благоустройство территории.
Формально усадьбу занимает дом отдыха Союза театральных деятелей, однако на практике часть виллы отдана под ресторан «Строганов».

Братцево на полотнах Шишкина
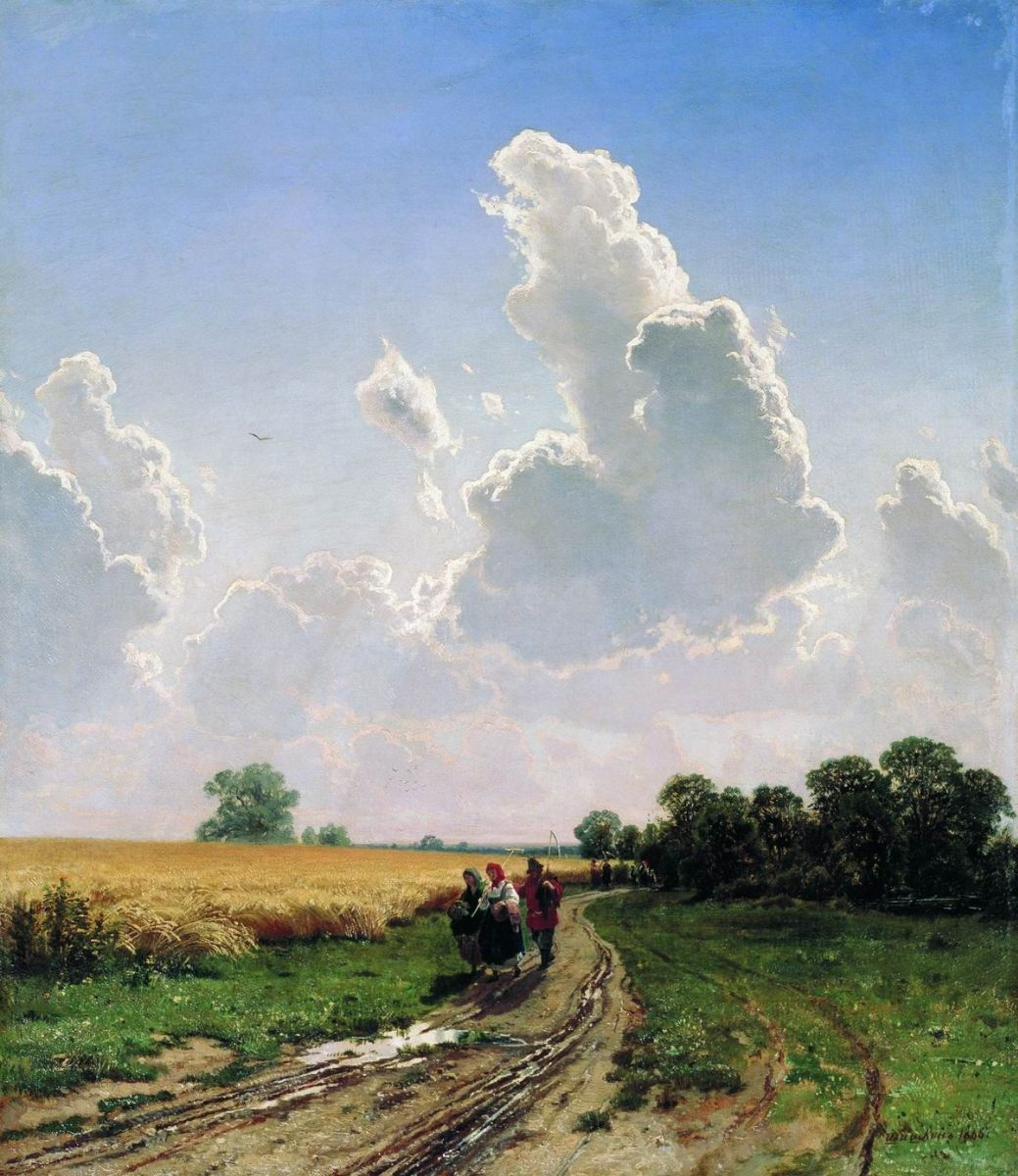
Этюд И. И. Шишкина «Полдень. Окрестности Москвы. Братцево» (1866). Судя по тому, что на горизонте не видно застройки, изображены восточные окрестности села — район современной улицы Героев Панфиловцев (см. карту того времени[13]). Вид, положенный в основу картины 1869 г. — с той же точки, но в обратном направлении.
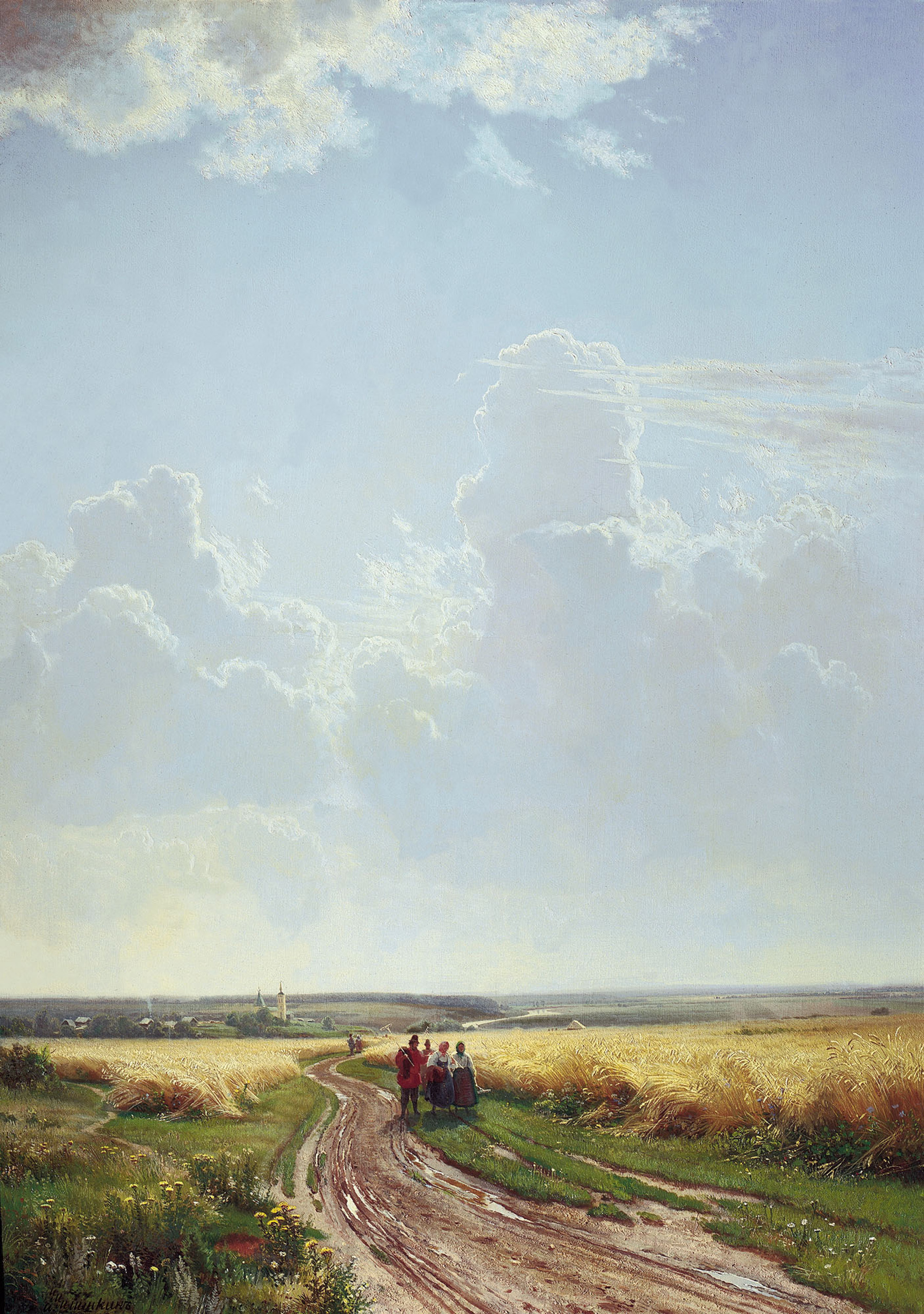
Картина И. И. Шишкина «Полдень. Окрестности Москвы.» (1869) Написана на основе братцевских этюдов. Видимо, вид на село примерно с той точки, с которой написан предыдущий этюд; видны колокольня и речка Братовка